# Під бічним вітром
«Під бічним вітром» (ест. Risttuules) — естонський історично-драматичний фільм, знятий Мартті Гелде. Світова прем'єра стрічки відбулась 10 жовтня 2014 року на Варшавському міжнародному кінофестивалі, а в Україні — 13 липня 2015 року на Одеському міжнародному кінофестивалі. Фільм розповідає про жінку на ім'я Ерна, яку разом із багатьма мешканцями Естонії, Латвії та Литви, 14 червня 1941 року депортують до Сибіру.

## У ролях
- Лаура Петерсон — Ерна
- Тармо Сонг
- Мірт Преегель
- Інгрід Ізотамм
- Ейнар Гіллеп

## Визнання
| Нагороди та номінації фільму «Під бічним вітром» | Нагороди та номінації фільму «Під бічним вітром»  | Нагороди та номінації фільму «Під бічним вітром» | Нагороди та номінації фільму «Під бічним вітром» | Нагороди та номінації фільму «Під бічним вітром» | Нагороди та номінації фільму «Під бічним вітром» |
| Рік                                              | Кінопремія / Кінофестиваль                        | Категорія / Нагорода                             | Номінант                                         | Результат                                        |                                                  |
| ------------------------------------------------ | ------------------------------------------------- | ------------------------------------------------ | ------------------------------------------------ | ------------------------------------------------ | ------------------------------------------------ |
| 2014                                             | Варшавський міжнародний кінофестиваль             | Гран-прі                                         | «Під бічним вітром»                              | Номінація                                        |                                                  |
| 2014                                             | Варшавський міжнародний кінофестиваль             | Приз екуменічного журі                           | «Під бічним вітром»                              | Перемога                                         |                                                  |
| 2014                                             | Салонікський міжнародний кінофестиваль            | Спеціальне художнє досягнення                    | «Під бічним вітром»                              | Перемога                                         |                                                  |
| 2014                                             | Мангейм-Гайдельберзький міжнародний кінофестиваль | Нагорода «Рекомендації кіновласників»            | «Під бічним вітром»                              | Перемога                                         |                                                  |
| 2014                                             | Талліннський кінофестиваль «Темні ночі»           | Гран-прі                                         | «Під бічним вітром»                              | Номінація                                        |                                                  |
| 2014                                             | Талліннський кінофестиваль «Темні ночі»           | Найкращий естонський фільм                       | «Під бічним вітром»                              | Перемога                                         |                                                  |
| 2014                                             | Талліннський кінофестиваль «Темні ночі»           | Найкраща операторська робота                     | Ерік Поллумаа                                    | Перемога                                         |                                                  |
| 2014                                             | Талліннський кінофестиваль «Темні ночі»           | Нагорода «Дон Кіхот»                             | «Під бічним вітром»                              | Перемога                                         |                                                  |
| 2015                                             | Анжеський європейський кінофестиваль              | Гран-прі                                         | «Під бічним вітром»                              | Спеціальна згадка                                |                                                  |
| 2015                                             | Мельбурнський міжнародний кінофестиваль           | Найкращий художній фільм (Вибір глядачів)        | «Під бічним вітром»                              | 3-те місце                                       |                                                  |
| 2015                                             | Гетеборзький міжнародний кінофестиваль            | Приз аудиторії                                   | «Під бічним вітром»                              | Перемога                                         |                                                  |
| 2015                                             | Гетеборзький міжнародний кінофестиваль            | Найкращий дебютний фільм                         | «Під бічним вітром»                              | Номінація                                        |                                                  |
| 2015                                             | Пекінський міжнародний кінофестиваль              | Найкращий новий режисер                          | Мартті Гелде                                     | Перемога                                         |                                                  |
| 2015                                             | Загребський кінофестиваль                         | «Золота коляска» за найкращий фільм              | «Під бічним вітром»                              | Номінація                                        |                                                  |